# Takydromus sikkimensis
Takydromus sikkimensis (довгохвостка сіккімська) — вид ящірок родини ящіркових (Lacertidae). Мешкає в Індії і Непалі.

## Поширення і екологія
Сіккімські довгохвостки мешкають в долині Тісти в штаті Сіккім у Північно-Східній Індії, а також на сході Непалу. Вони живуть у тропічних напівлистяних лісах у передгір'ях Гімалаїв.

## Збереження
МСОП класифікує цей вид як такий, що перебуває під загрозою зникнення. Takydromus sikkimensis загрожує знищення природного середовища.